# Ёлкин, Алексей Викторович
Алексей Викторович Ёлкин (2 августа 1970) — советский и российский футболист, нападающий.

## Биография
Воспитанник ДЮСШ «Торпедо» (Таганрог). В 1987 году был включён в заявку взрослого состава своего клуба, но ни одного матча не сыграл. Затем несколько лет не выступал в соревнованиях мастеров. В 1991 году в составе камышинского «Авангарда» провёл 12 матчей во второй низшей лиге СССР.
В 1992 году сыграл два матча в высшей лиге Белоруссии за речицкий «Ведрич». Затем вместе со своим товарищем по «Ведричу» и красноградскому «Факелу» Виталием Горяем перешёл в российский «Металлург» (Красный Сулин), в его составе за два сезона сыграл 52 матча во второй и третьей лигах.
С 1995 года выступал на любительском уровне за команды Таганрога, а в 2010-е годы играл в соревнованиях ветеранов.